# 弗里堡大學
弗里堡大学（法語：Université de Fribourg）位于瑞士弗里堡，是一所公立大学，历史可追溯至1580年。当时，著名耶稣会士彼得·卡尼修斯在当地创办了圣米歇尔学院，奠定了弗里堡大学的基础。 1763年，弗里堡州成立了法学院，后成为现今法学院的核心。1889年，瑞士弗里堡州议会通过法案，正式成立弗里堡大学。
作为瑞士唯一的双语大学，弗里堡大学提供完整的法语和德语课程，两种语言皆为瑞士官方语言。大学现有约10,000名学生，学术和行政人员超过1,850人，教学与科研力量雄厚。 主校区位于Misericorde，由瑞士建筑师霍内格（Honegger）和杜马斯（Dumas）设计，建成于1939年至1942年，具有独特的建筑风格。
大学共设五个学院：天主教神学、法学、自然科学、人文科学以及经济学与社会科学。

## 历史
弗里堡大学的根基始于1580年，当彼得·卡尼修斯受邀在Belze山建立了耶稣会圣米歇尔学院。 1763年，法学院建立，位于阿尔伯蒂尼姆（Albertinium），现为多明我会的住所。1834年，州立图书馆成立，藏书多来自天主教修道院。 随着索登战争中弗里堡战败，耶稣会被逐出，圣米歇尔学院也被迫关闭。
1886年，弗里堡州议员乔治·皮松（Georges Python）担任公共教育局局长，通过彩票和州政府支持筹集了250万瑞士法郎，推动大学正式成立。州立图书馆并入大学，法学院也得以壮大。1939年，大学迁入Misericorde新校区，而圣米歇尔学院成为当地一所中学。第二次世界大战期间，弗里堡大学与苏黎世大学、圣加仑大学商学院和韦齐孔中学营地联手，为波兰战俘提供教育课程。
佩罗勒斯校区建在旧车厢工厂的原址上。
尽管早期课程以拉丁语为主，现今弗里堡大学是全球唯一的法德双语大学（45%法语，55%德语）。 城市70%居民讲法语，30%讲德语，法语传统优势体现在大学行政和学生会（AGEF）中。为纪念建校一百周年，瑞士邮政发行了以科学与智慧为主题的邮票。

## 近期发展
2005年，佩罗勒斯2号校区启用，经济与社会科学学院迁入该校区。大学还拥有世界上第三大圣经文物收藏，仅次于大英博物馆和开罗博物馆，并创建了纳米技术卓越中心FriMat。作为BeNeFri联盟成员，弗里堡大学与伯尔尼大学和纳沙泰尔大学合作，允许学生跨校选课并获得学分，授予半学位（Demi-Licence）、学位（Licence）、DEA/DESS和博士学位，并已全面实施博洛尼亚进程。
2009-2010学年，大学推出跨文化商业实践法学硕士（MLCBP），为一项全英语授课的法学硕士项目。

## 引用
1. 1 2 3  . www.studyinginswitzerland.ch.   [2014-03-19]. （原始内容存档于2014-03-19）.
2. ↑  . www.dailycatholic.org.   [2024-11-07]. （原始内容存档于2017-12-24）.
3. 1 2 3  . www.universitieshandbook.com.   [2024-11-07]. （原始内容存档于2014-10-06）.
4. ↑  . Globaled.gmu.edu.   [2024-11-07]. （原始内容存档于2014-07-29）.
5. ↑  . www.sellamquick.com. （原始内容存档于2018-09-14）.
6. ↑  . .   [2007-02-18]. （原始内容存档于2019-06-03）.
7. ↑  . www.polandinexile.com.   [2024-11-07]. （原始内容存档于2024-08-10）.
8. ↑  . www.fribourgtourisme.ch. （原始内容存档于2016-03-04）.